# Who's That Chick?
Who's That Chick? è un brano musicale di David Guetta con la collaborazione di Rihanna, che lo interpreta. È stato pubblicato il 22 novembre 2010 dall'etichetta discografica Virgin.
La canzone è stata scelta come primo singolo promozionale della ristampa del secondo album del Dj francese, One Love.
Inoltre la canzone contiene un campionamento di Who's That Girl, una hit di Madonna del 1987, colonna sonora dell'omonimo film interpretato dalla cantante.
La canzone è diventata popolare grazie ai tre video, trapelati nell'estate 2010 sul web; è stato in seguito chiarito che i tre video fanno parte di una campagna pubblicitaria della Doritos. I videoclip iniziano tutt'e tre con David Guetta che sale su una futuristica astronave e accende un macchinario in cui si aprono numerosi schermi televisivi, che inquadrano una trasognata Rihanna, adagiata su un trono, che esplora il proprio mondo onirico. In un video (la cosiddetta versione Day), essa si ritrova in un sogno allegro, immaginifico, sgargiante, immerso in un'ambientazione allucinogena, fiabesca, quasi da disco music. In un altro (la cosiddetta versione Night), si ritrova in un incubo, una fiaba gotica, tetra, dalle tonalità tenebrose e fosche. Il video ufficiale, il terzo, è stato girato nel dicembre 2010 a Los Angeles, dove Guetta e Rihanna sono entrambi presenti nel video.
Mentre si pensava che la canzone sarebbe apparsa come bonus track nel nuovo quinto album di Rihanna, Loud uscito a novembre, il 12 ottobre 2010 è stato ufficializzato che il brano sarebbe stato pubblicato come primo singolo per il nuovo album di Guetta.

## Il brano
Nei primi del 2010, David Guetta ha presentato Who's That Chick? in una stazione radiofonica francese, ma ha scelto di non entrare nel dettaglio in merito al pezzo e ha preferito non rivelare nient'altro sulla sua futura destinazione. E, infatti, nello stesso anno, il noto DJ ha annunciato l'uscita di Who's That Chick? come primo singolo ufficiale dalla ristampa del suo secondo album in studio, intitolata One More Love. Il brano è scritto da Kinda "Kee" Hamid, David Guetta, Giorgio Tuinfort e Frédéric Riesterer.

## Tracce
Download digitale (Europa e America)
1. Who's That Chick? (con Rihanna) (radio edit) - 2:47

Download digitale (Regno Unito)
1. Who's That Chick? (con Rihanna) (versione originale) - 3:19

CD singolo (Germania)
1. Who's That Chick? (con Rihanna) (versione originale) - 3:19
2. Who's That Chick? (con Rihanna) (radio edit) - 2:47
3. Who's That Chick? (con Rihanna) (FMIF! remix) - 5:21

## Stile
Who's That Chick? è un sereno up-tempo dance pop nel quale Rihanna alterna la sua voce con la sua stessa voce robotizzata. Il ritornello, infatti, ripete il quesito Who's That Chick? sfociando in una voce mascolina, nonché la parte cantata dall'interprete barbadiana ritoccata.

## Classifiche
| Classifica (2010)   | Posizione massima |
| ------------------- | ----------------- |
| Australia           | 1                 |
| Austria             | 2                 |
| Belgio (Fiandre)    | 2                 |
| Belgio (Friande)    | 7                 |
| Belgio (Vallonia)   | 1                 |
| Canada              | 4                 |
| Danimarca           | 4                 |
| Finlandia           | 4                 |
| Francia             | 1                 |
| Germania            | 3                 |
| Giappone            | 6                 |
| Irlanda             | 1                 |
| Italia              | 11                |
| Norvegia            | 4                 |
| Nuova Zelanda       | 1                 |
| Paesi Bassi         | 6                 |
| Regno Unito         | 3                 |
| Repubblica Ceca     | 5                 |
| Slovacchia          | 2                 |
| Spagna              | 3                 |
| Stati Uniti         | 4                 |
| Stati Uniti (dance) | 1                 |
| Svezia              | 4                 |
| Svizzera            | 3                 |

## Pubblicazione
| Region      | Date             | Format            |
| ----------- | ---------------- | ----------------- |
| Australia   | 22 novembre 2010 | Download digitale |
| Belgio      | 22 novembre 2010 | Download digitale |
| Danimarca   | 22 novembre 2010 | Download digitale |
| Finlandia   | 22 novembre 2010 | Download digitale |
| Francia     | 22 novembre 2010 | Download digitale |
| Germania    | 22 novembre 2010 | Download digitale |
| Italia      | 22 novembre 2010 | Download digitale |
| Paesi Bassi | 22 novembre 2010 | Download digitale |
| Spagna      | 22 novembre 2010 | Download digitale |
| Svezia      | 22 novembre 2010 | Download digitale |
| Stati Uniti | 22 novembre 2010 | Download digitale |
| Regno Unito | 28 novembre 2010 | Download digitale |